# Glabroculus
Genre
Synonymes
- Elviria Zhdanko, 1994

Glabroculus est un genre asiatique de lépidoptères de la famille des Lycaenidae et de la sous-famille des Polyommatinae.

## Systématique
Le genre Glabroculus a été créé par Alexandr L. Lvovsky (d) en 1993, avec pour espèce type Lycaena cyane Eversmann, 1837.
Il est classé dans la famille des Lycaenidae, la sous-famille des Polyommatinae et la tribu des Polyommatini.

## Liste d'espèces
Selon BioLib (9 août 2021) :
- Polyommatus cyane (Eversmann, 1837) — Sud de la Russie, Asie centrale
- Polyommatus elvira (Eversmann, 1854) — Kazakhstan, Kirghizistan
- Polyommatus miris (Staudinger, 1881) — Asie centrale